# Вулиця Сестер Василіянок
Вулиця Сестер Василіянок — вулиця в Івано-Франківську, що веде від вул. Грушевського до вул. Галицької. Знаходиться на півночі центральної частини міста.
Вулиця існувала ще у XVIII ст. Вона з'єднувала вул. Галицьку із с. Заболоття. У той час у районі Галицької простягалася вздовж ставу, на місці якого тепер знаходиться парк Воїнів-інтернаціоналістів. Забудова вулиці розпочалася у 1790-х роках. У середині XIX ст. являла собою продовженням вулиці Заболотівської, початок якої вів від нинішньої Незалежності.
В 1912 році на честь 300-ї річниці від дня смерті польського проповідника та письменника Петра Скарги вулиці присвоєно його ім'я. За часів ЗУНР була перейменована на П. Могили. Під час німецької окупації названа на честь Егерлендера. Від 1946 р. іменувалася вулицею Панфіловців.
1993 року вулиця отримала свою теперішню назву.

## Будівлі
№ 4. Обласне управління статистики, (1971—1974), архітектори: М. Назаров, О. Івасик.
№ 17. Пам'ятка архітектури.
Монастир Сестер Василіянок. Зведений в українському стилі у 1912 р. Архітектори: І. Левинський, О. Лушпинський; М. Грицак — добудова 1938 року.
№ 48. Обласне управління лісового господарства та «Прикарпатліс», (1966).
№ 52. Пам'ятка архітектури (середина XIX ст.)
Музей родини Гриневичів (відкритий у 2001 р.), які тут жили. Тут часто гостювала галицька письменниця Катря Гриневичева (1875—1947).
№ 62. Торговий дім «Галичина», (1971), архітектор: І. Гринів
№ 64. Теологічна академія УГКЦ, (1958)

## Галерея

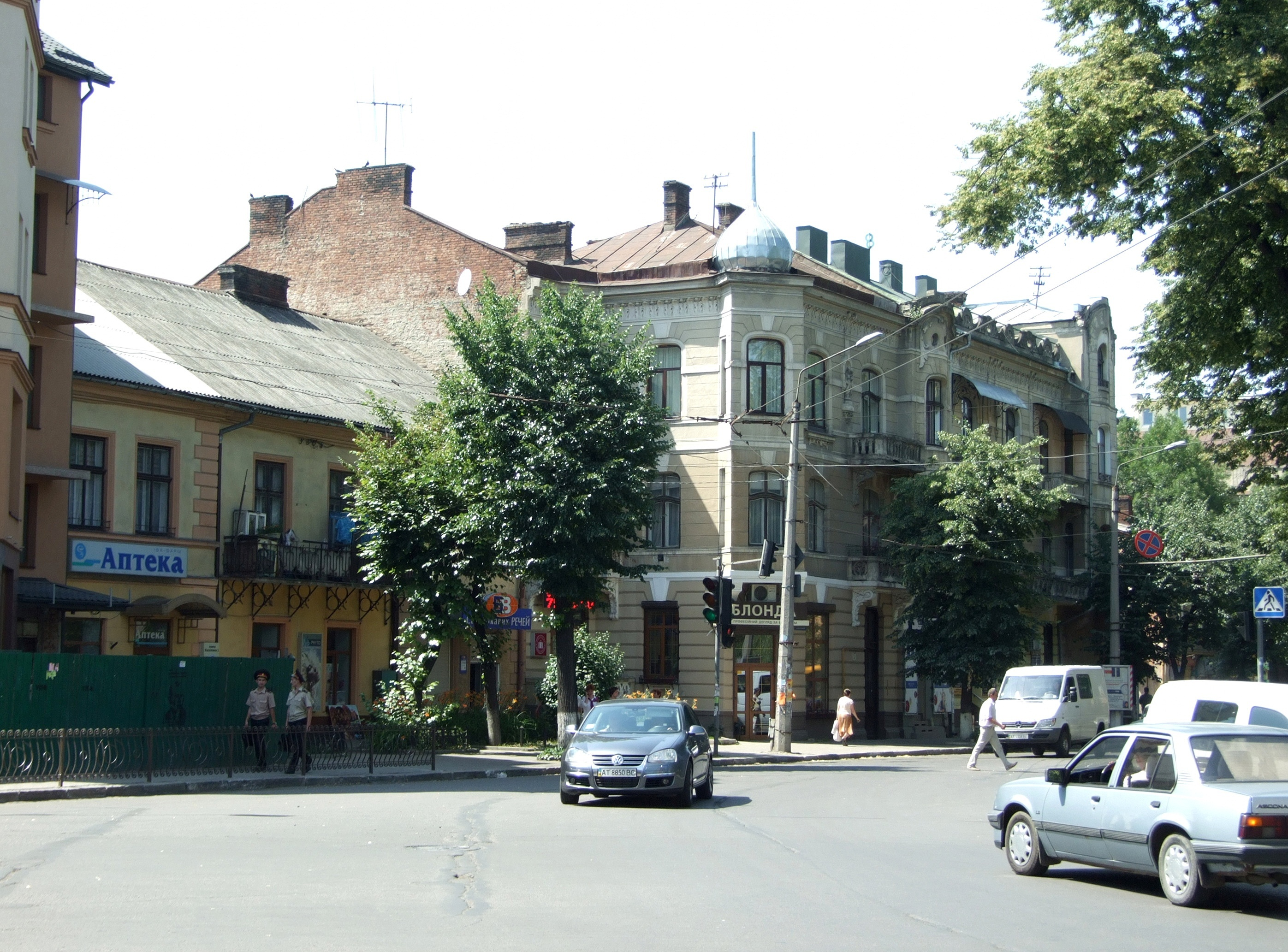
Будівля №3
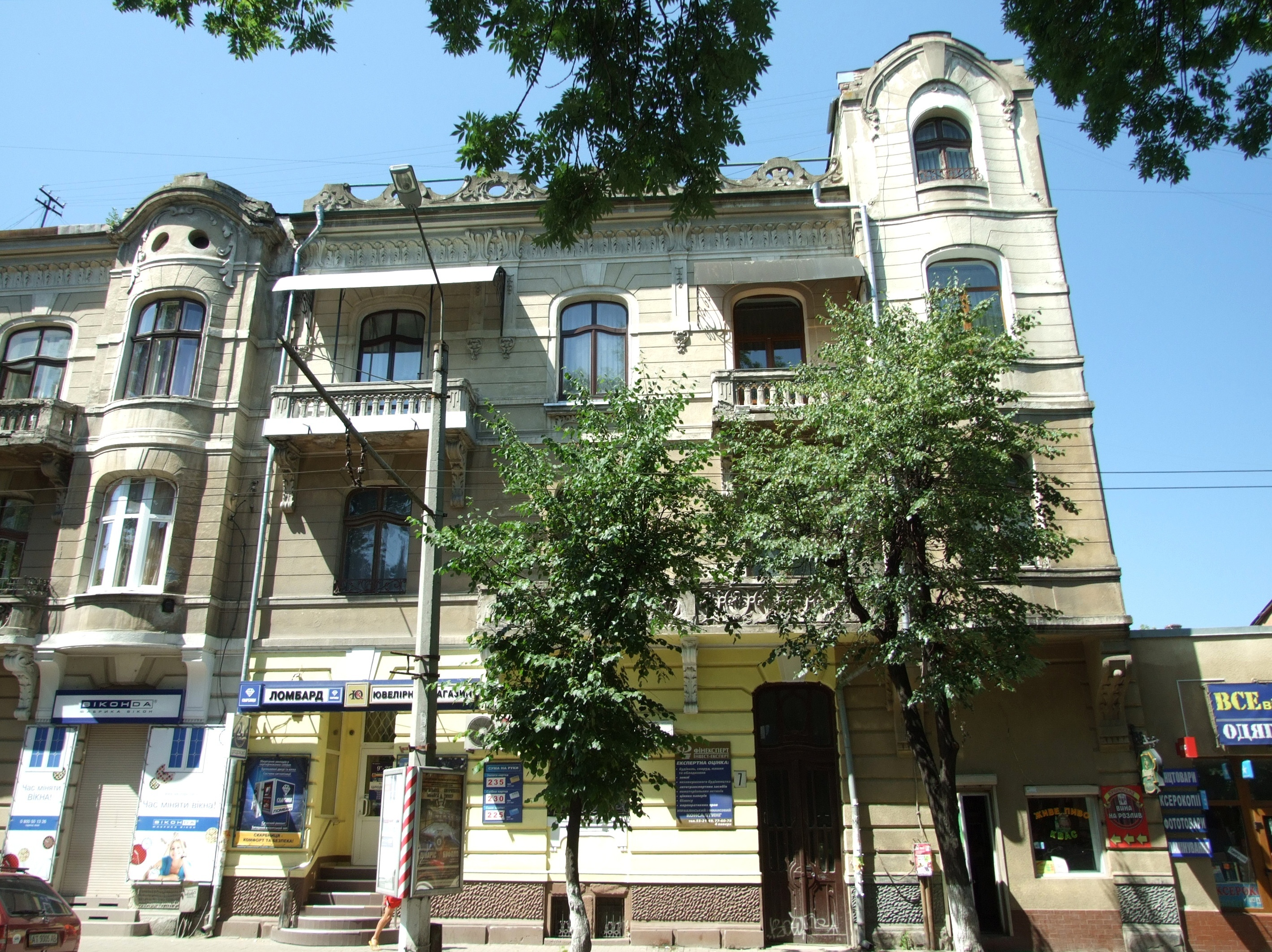
Будівля №5
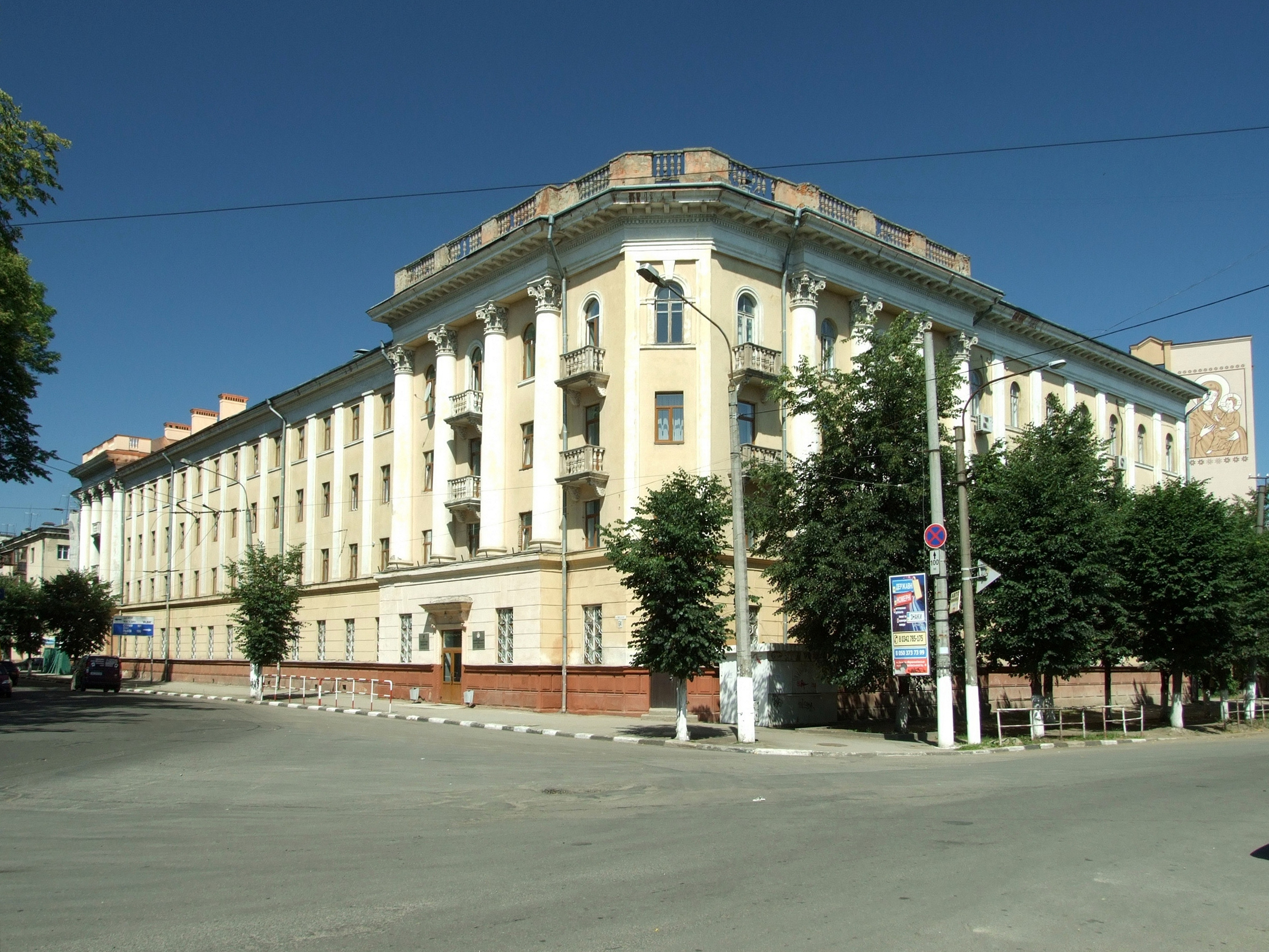
Будівля №64